# Francisco Gaitán Pascual
Francisco Gaitán Pascual (Elche, 1793 - Livorno, 1875) fue un médico español. Licenciado en Pisa, ejerció en El Cairo, donde fue médico de la corte, y en Italia. Fue autor de un tratado sobre la peste bubónica de 1834 en Egipto, escrito en italiano, y de otro sobre la elefantiasis del escroto.